# A l'ombra (pel·lícula)
A l'ombra o Des de l'ombra (originalment en alemany: Aus dem Nichts) és una pel·lícula dramàtica alemanya del 2017 escrita i dirigida per Fatih Akin. És protagonitzada per Diane Kruger, que interpreta el paper d'una dona alemanya el marit i el fill de la qual moren en un atac terrorista perpetrat per neonazis. Va ser seleccionada per competir per la Palma d'Or a la secció de competició principal al Festival de Canes 2017, on Kruger va guanyar el premi a la millor actriu. Va ser seleccionada com a cinta alemanya per a la millor pel·lícula de parla no anglesa als premis Oscar de 2017, però finalment no va ser nominada. No obstant això, va guanyar el Globus d'Or a la millor pel·lícula de parla no anglesa. Ha estat doblada al català oriental amb el títol d'A l'ombra; també s'ha editat una versió en valencià per À Punt amb el nom de Des de l'ombra.

## Repartiment
- Diane Kruger com a Katja Şekerci, esposa de Nuri i mare de Rocco
- Denis Moschitto com a Danilo Fava, advocat dels Şekercis
- Johannes Krisch com a Herr Haberbeck, advocat dels Möller
- Samia Chancrin com a Birgit, la millor amiga de Katja
- Numan Acar com a Nuri Şekerci, marit de Katja i pare de Rocco
- Ulrich Tukur com a Jürgen Möller, pare d'André
- Rafael Santana com a Rocco Şekerci, fill de 6 anys de Nuri i Katja
- Hanna Hilsdorf com a Edda Möller, terrorista neonazi
- Ulrich Friedrich Brandhoff com a André Möller, terrorista neonazi
- Yannis Ekonomides com a Nikolaos Makris

## Producció
L'atac terrorista de la pel·lícula es va basar lleugerament en un dels atemptats terroristes entre 2000 i 2007 a Alemanya i atribuïts al grup terrorista d'extrema dreta neonazi Nationalsozialistischer Untergrund. que va tenir lloc a Colònia el 9 de juliol el 2004 quan Uwe Böhnhartd va fer detonar una bicicleta aparcada davant d'una perruqueria, ferint 22 persones, quatre d'elles en estat greu.
El rodatge va començar el 20 d'octubre de 2016 i va acabar el 21 de novembre de 2016, amb localitzacions a Hamburg, al barri de Sankt Pauli i al d'Alsterdorf, així com a Grècia, on l'escena final es va rodar a la platja de Schinias a Atenes. Després del film Maleïts malparits (2009), aquesta pel·lícula va ser el segon paper important en llengua alemanya per a l'actriu Diane Kruger, que s'havia traslladat als Estats Units quan era adolescent.
El títol en anglès de la pel·lícula "Out of Nowhere", s'ha tret de la cançó del mateix nom del grup de rock nord-americà Queens of the Stone Age, el cantant del qual, Josh Homme, va escriure la partitura de la pel·lícula.